# Tallium-klorát
A tallium-klorát egy tallium- és egy klorátionból álló kémiai vegyület, képlete TlClO3. 

## Előállítása
Tallium-szulfát és bárium-klorát reakciójával lehet előállítani.

## Tulajdonságai
Szilárd, vízben kismértékben oldódó vegyület. Erős oxidálószer. Hevítve tallium-trioxidra, tallium-kloridra és klór-dioxidra bomlik:
{\displaystyle \mathrm {7\ TlClO_{3}\longrightarrow 3\ Tl_{2}O_{3}+TlCl+6\ ClO_{2}} }

## Fordítás
Ez a szócikk részben vagy egészben  a   Thallium(I)-chlorat című német Wikipédia-szócikk fordításán alapul.  Az eredeti cikk szerkesztőit annak laptörténete sorolja fel. Ez a jelzés csupán a megfogalmazás eredetét és a szerzői jogokat jelzi, nem szolgál a cikkben szereplő információk forrásmegjelöléseként.